# Peña Blanca (subdelegación)
La subdelegación de Peña Blanca (o Peñablanca) fue una de las subdelegaciones que integró el antiguo departamento de San Fernando. Fue integrada por cuatro distritos.
El territorio de la subdelegación fue organizado por decreto del presidente José Joaquín Pérez Mascayano el 14 de agosto de 1867. Se suprimió con el Decreto con Fuerza de Ley N.º 8.583 del 30 de diciembre de 1927 y se creó en su lugar la subdelegación de Marchigüe.

## Historia
Los límites de la subdelegación, establecidos mediante el decreto que organizó las subdelegaciones del departamento de San Fernando, fueron los siguientes:

Al norte, la quebrada de los Robles, desde el mar hasta la eminencia denominada Puerta del Alto Colorado, y en seguida la quebrada del Romero hasta la Plaza del Toro, desde donde continúa el límite por el estero del valle de San Antonio hasta que se le une la quebrada del Peral, cuyo cauce se sigue hasta que enfrenta el foso que separa la hacienda de San Antonio de la de Monte Redondo; al este, el límite occidental de la subdelegación anterior; al sur, la laguna de Cáhuil, el estero de Nilahue y el cordón que se dirige al oriente hasta el alto de Peña Blanca; y al oeste, el mar.

Los distritos que la conformaron fueron: 1.° Reto, 2.° Marchant, 3.° Trinidad, 4.° Sauce.
Por decreto del 22 de diciembre de 1891 fueron creadas varias comunas en el departamento de San Fernando. Además de la capital provincial, fue creada, entre otras, la comuna de Pichilemu, integrada por la subdelegación de Peña Blanca, Cáhuil y CocauquénAños más tarde, Peñablanca pasa a integrar la comuna de Peña Blanca.
El Decreto con Fuerza de Ley N.º 8.583 del 30 de diciembre de 1927 redistribuye el territorio del departamento de San Fernando, y suprime varias subdelegaciones, al pasar cada comuna a integrar una única subdelegación de igual nombre. Es así como el territorio de Peña Blanca integró la subdelegación de Marchigüe, y éste a su vez a la comuna de Marchigüe.

## Administración
La administración del territorio estaba a cargo del subdelegado, subordinado al gobernador departamental y nombrado por él. Duraban dos años en el cargo, aunque también podían ser nombrados indefinidamente. Podían ser removidos por el gobernador, quien debía dar cuenta de esto al intendente provincial. Los distritos, en tanto, eran regidos por un inspector, quien respondía a las órdenes del subdelegado, quien tenía la potestad de nombrarlos o removerlos dando cuenta al gobernador departamental.